# Друга англо-голландська війна
Друга англо-голландська війна — військовий конфлікт між Англією та Республікою Об'єднаних провінцій Нідерландів. Війна почалася 4 березня 1665 року і завершилася підписанням Бредського договору 31 липня 1667 року. Причинами війни були політичні розбіжності та комерційні суперечки. Воєнні дії відбувалися в Європі та на Карибах.

## Підґрунття
Незважаючи на подібні ідеології,  комерційні суперечки та політичні розбіжності між Голландською республікою та Співдружністю Англії призвели до Першої англо-голландської війни 1652—1654 років.  Договір у Вестмінстері, який поклав край війні, не врегулював ці питання, серед яких голландська протидія навігаційним актам 1651 року та англійські дії проти голландських торгових монополій. Напруга тривала, і навіть коли між двома країнами був мир, конкуренція за ринки в Ост-Індії та інших місцях часто призводила до конфліктів за межами Європи.  
З 1650 по 1672 рік у голландській політиці домінували Партія штатів та їхній лідер, великий пенсіонарій Йоган де Вітт. Незважаючи на підозри щодо зв'язків Карла II з опонентами-оранжистами, де Вітт розглядав реставрацію Стюартів 1660 року як можливість відновити стосунки. Він сподівався домовитися про перекриваючі оборонні угоди з Англією та Францією для забезпечення миру та продовження голландського економічного домінування. 
Однак англійці не бачили користі у збереженні цієї системи і хотіли поступок, які голландці не були готові надати.  Коли торговці в Лондонському Сіті вимагали посилення протекціонізму, Карл II оновив Навігаційні акти в серпні 1660 року, а потім посилив їх ще більше в 1663 році  Парламент стверджував, що вони просто реагували на заходи, вжиті Голландською Ост-Індською компанією, для посилення своїх монополій в Азії, і Голландською Вест-Індійською компанією у Західній Африці.
Для Карла розширення економіки було ще одним способом зменшити свою фінансову залежність від парламенту.  У 1660 році він і його брат Яків заснували Королівську африканську компанію (RAC), метою якої було кинути виклик голландському домінуванню в трансатлантичній работоргівлі. Серед інвесторів були високопоставлені політики, такі як Джордж Картерет, граф Шефтсбері та граф Арлінгтон, що створило міцний зв'язок між RAC та урядовою політикою.
Атлантична торгівля була тристороннім процесом, у якому рабів із Західної Африки транспортували на цукрові плантації у Карибському регіоні, яких, у свою чергу, постачали до колоній у Північній Америці. Ці зв'язки означали, що конфлікт в одному регіоні часто призводив до бойових дій у всіх трьох. У серпні 1664 року англійці спочатку окупували Нові Нідерланди, перейменовавши колонію на Нью-Йорк, а потім зайняли рабовласницькі пости у Гвінеї.  Коли на початку 1665 року їх знову захопив голландський флот під командуванням Міхеля де Рюйтера, Королівська африканська компанія збанкрутувала, а її впливові інвестори вважали війну найкращим способом відшкодувати свої втрати. 
Голландці були застраховані оборонним договором 1662 року з Францією, за яким Людовик XIV погоджувався надати військову підтримку, якщо Нідерланди зазнають нападу з боку Англії.  Натомість голландці зобов'язалися не втручатися в дії Франції в Іспанських Нідерландах, але до 1664 року багато хто був стурбований перспективою мати сусідом експансіоністську Францію, а не ослаблену Іспанію. Незважаючи на те, що це стало ще одним приводом для узгодження умов з Англією, переговори досягли незначного прогресу.  Частково це було пов'язано зі складністю голландської політичної системи, через яку було важко досягти консенсусу між різними провінціями та потужними торговими групами, такими як Голландська Ост-Індійська компанія. 
Зі свого боку, Людовик XIV побоювався, що англо-голландський конфлікт може залучити Іспанію чи Священну Римську імперію та перешкодити його зусиллям здобути Іспанські Нідерланди.  Тому він намагався виступити посередником між двома або принаймні обмежити конфлікт Африкою та Америкою, для чого Франція не потребувала б участі.  Карл II не бачив причин йти на поступки, вважаючи, що нещодавні фінансові втрати означають, що голландці не можуть дозволити собі війну.  Радники стверджували, що франко-голландський договір застосовувався лише до оборонних дій, тому провокація голландців на оголошення війни дасть Людовіку XIV шанс залишатися нейтралітетним.  Після нападу англійців на конвої біля Кадіса та в Ла-Манші 4 березня 1665 року голландці оголосили війну 

## Війна в Європі; 1665 рік
Обидві сторони планували коротку війну, оскільки англійці не могли дозволити собі тривалу війну, тоді як голландці хотіли мінімізувати будь-який потенційний економічний збиток.  Де Вітт наказав адміралу Якобу ван Вассенаєру спровокувати англійський флот до бою.   У битві при Ловстофті 13 червня 1665 року голландський флот зазнав найгіршої поразки у своїй історії, втративши близько шістнадцяти кораблів. Більшість флоту врятувалося, але понад 30 % його особового складу було вбито або взято в полон, серед загиблих і сам ван Вассенаєр.
Поразка призвела до значного перегляду голландської тактики та командних структур, де кількох капітанів або стратили за нібито боягузтво, або звільнили. У липні Міхіель де Рюйтер став новим головнокомандувачем, і слідом за англійцями формалізував лінійний бойовий порядок.  Голландські фінанси також отримали поштовх, коли флот Голландської Ост-Індської компанії благополучно повернувся додому після битви при Вогені. Однак невдовзі східну провінцію Оверейсел захопили Мюнстерські війська під керівництвом Бернгарда фон Ґалена, якого підтримували англійські субсидії. 
Вторгнення Мюнстера загрожувало залучити Німеччину до бойових дій і таким чином дати привід для втручання імператора Леопольда. Занепокоєний цим, Людовик послав французьких солдатів, щоб перекрити постачання припасів до військ фон Галена. Хоча голландці припустили відмовитися від своїх територіальних претензій у Північній Америці та поступитися трьома західноафриканськими постами, успіх у Лоустофті спонукав Карла вимагати подальших поступок і згоди голландців покрити витрати на війну. У грудні 1665 року Людовик відкликав своїх послів із Лондона, давши сигнал про свій намір оголосити війну.
Тепер англійці зв'язалися з партією оранжистів в Оверейсселі, яка серйозно постраждала від вторгнення фон Галена, з проханням вимагати від Генеральних штатів укласти мир з Англією.  Однак, позиція де Вітта була надто сильною, щоб це вдалося, і 11 грудня він оголосив, що єдиними прийнятними умовами миру є повернення до status quo ante bellum ("стан, який існував до війни) або швидке припинення військових дій згідно з умовою uti possidetis.

## Війна в Європі; 1666 рік
16 січня 1666 року Людовик оголосив війну Англії.  В обмін на велику французьку субсидію Данія-Норвегія зробила те саме в лютому, фактично закривши балтійську торгівлю для англійських кораблів, а разом з цим і доступ до життєво важливих морських поставок.  Платежі, обіцяні Карлом фон Галену, в основному не здійснилися, і коли Бранденбург-Пруссія погрожувала напасти на Мюнстер, він у квітні уклав мир з Республікою в Клеве. 
Англо-голландські переговори просунулися настільки далеко, що де Вітт запросив Карла II розпочати офіційні переговори.  Переговори досягли незначного прогресу, оскільки обидві сторони відчували, що ведуть переговори з позиції сили. Незважаючи на оголошення війни Францією, Карл знав, що Луї хоче уникнути втягнення в конфлікт, і через неофіційне листування він усвідомлював, що вважає голландські вимоги надмірними.  На той час французький король також дійшов висновку, що голландці ніколи добровільно не підуть на поступки, яких він вимагав в Іспанських Нідерландах, і почав планувати війну за деволюцію 1667 року. 
З іншого боку, моральний дух голландців піднявся після завершення будівництва тридцяти нових військових кораблів, більшість з яких мали до 72 гармат, важчих, ніж будь-які доступні на початку 1665 року  Вони повинні були з'єднатися з французьким флотом в Ла-Манші, даючи їм значну чисельну перевагу.  Однак більшість французьких кораблів базувалися в Середземному морі, і, незважаючи на вихід з Тулона в квітні, затримки означали, що вони не прибудуть вчасно.  Один тогочасний дипломат припустив, що відносно новий і недосвідчений французький флот зробив це навмисно, будучи «наляканим труднощами кампанії» 

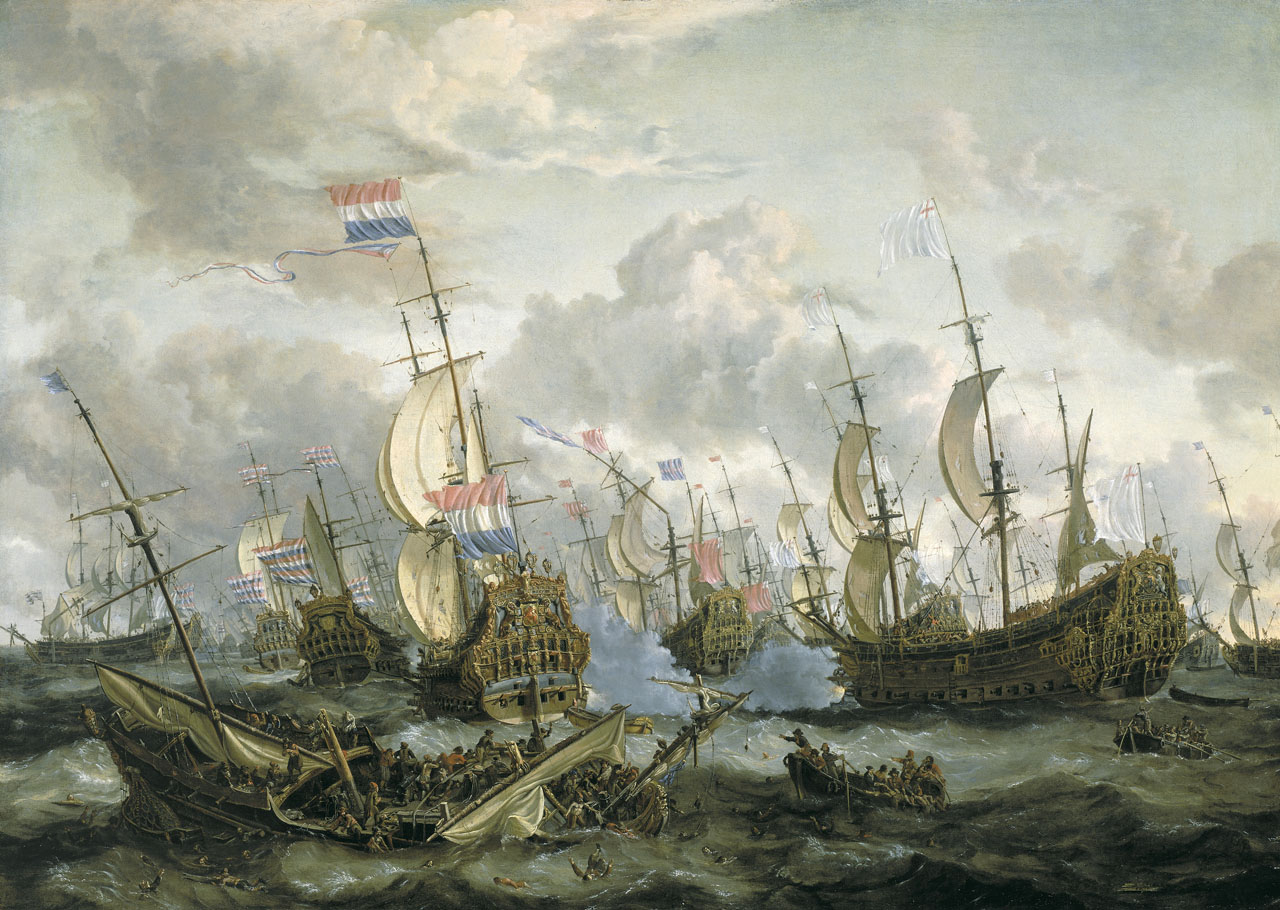
Чотириденна битва, зображена Авраамом Шторком

Тим не менш, загроза французького втручання змусила англійців надіслати загін, щоб заблокувати Дуврську протоку, залишивши 60 кораблів проти голландського флоту чисельністю 84 судна. На початковому етапі Чотириденної битви, яка проходила з 11 по 15 червня, голландці завдали великої шкоди своїм супротивникам, перш ніж повернення окремої ескадри змусило їх відійти. Англійці втратили десять кораблів порівняно з лише чотирма голландськими. 
Після значного ремонту англійський флот знову вийшов у море і протистояв голландцям у битві на День Святого Якова 4 і 5 серпня. Незважаючи на перемогу Англії, вона, зрештою, не мала стратегічної цінності.  Хоча голландці зазнали значних втрат і багато кораблів були сильно пошкоджені, їхній флот залишився неушкодженим, а брак грошей означав, що англійці навряд чи могли дозволити собі платити своїм морякам або закуповувати припаси. Більш значні економічні втрати сталися 19 серпня, коли до 150 голландських торговців, які ховалися в гирлі річки Влі, були знищені під час операції, відомої як «Багаття Голмса» . 

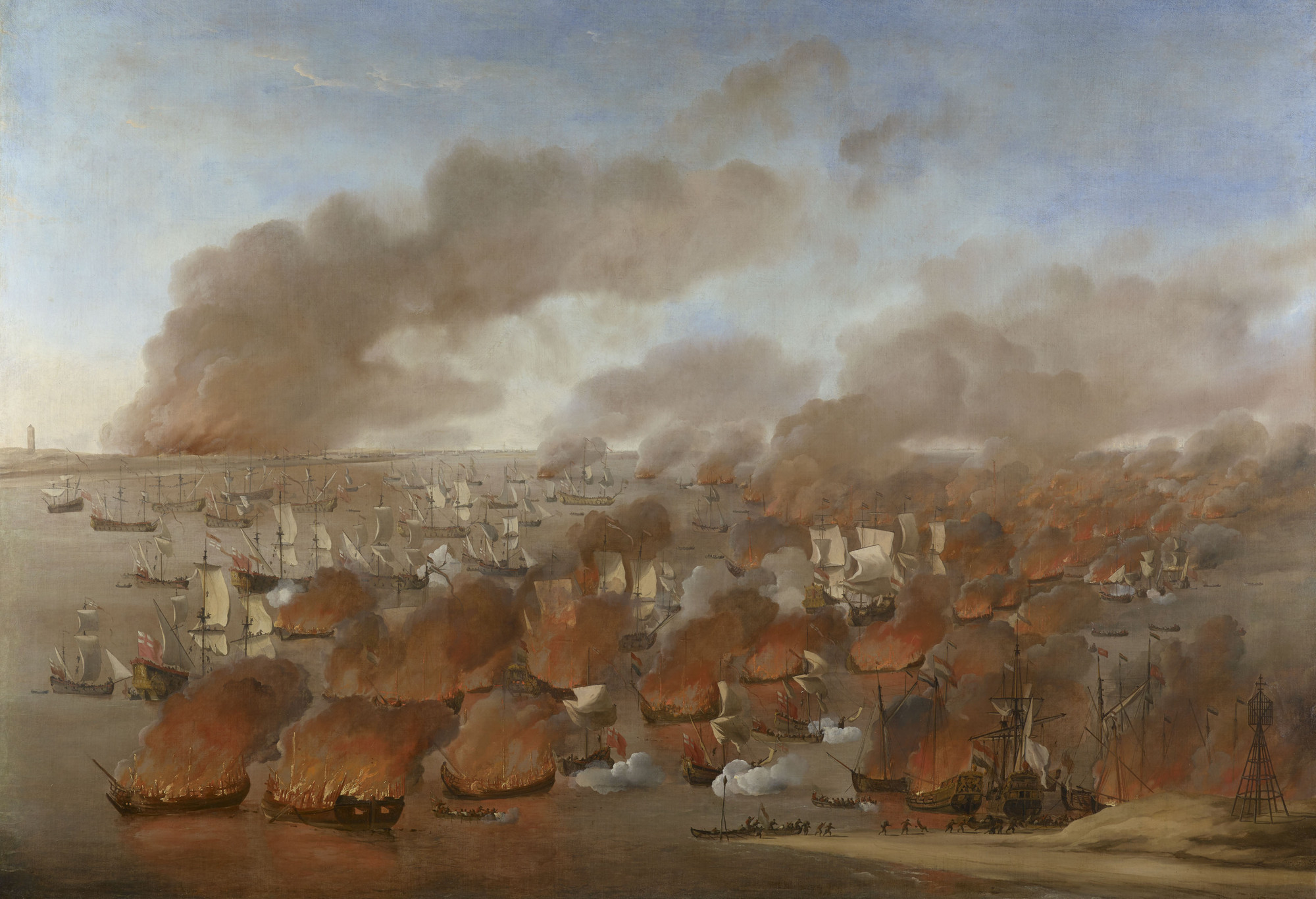
«Багаття Голмса», Віллем ван де Вельде Старший

Протягом вісімнадцяти місяців з 1665 по 1666 рік Велика чума в Лондоні вбила більше чверті населення. У вересні 1666 року лондонська пожежа знищила більшу частину міста, завдавши величезних економічних збитків, і громадська думка була налаштована проти війни.  Карл більше не міг покладатися на лондонських торговців у наданні позик, необхідних для фінансування, і Рада військово-морського флоту була змушена звільнити багатьох моряків без оплати. 
Парламент був відкликаний вперше за рік і схвалив нові податки на 1,8 мільйона фунтів стерлінгів. Однак їхня виплата обумовлювалася різними умовами, і суперечки щодо них означали затримки в її стягненні. Відсутність грошей унеможливила планування військово-морських операцій на 1667 р. 

## Війна в Європі; 1667 рік
На початку 1667 року фінансове становище англійської корони стало відчайдушним. Королівству не вистачало коштів для підтримки морехідності свого флоту, тому в лютому було вирішено, що важкі кораблі повинні залишитися на стоянці в Чатемі, лише невеликий літаючий флот буде укомплектований для нападу на голландське торгове судно, що знизило моральний дух флоту та завадило торговому судноплавству, а вугільники не досягали Лондона, боячись голландського перехоплення.  Кларендон повідомив Карлу про два варіанти: піти на дуже значні поступки парламенту або розпочати мирні переговори з голландцями на їхніх умовах, які почалися в березні. Карл хотів, щоб мирні переговори відбулися в Англії або у Гаазі, але голландці запропонували три інших міста, де підтримка Оранського дому була меншою, і Карл вибрав Бреду, на півдні Генералітетських земель.

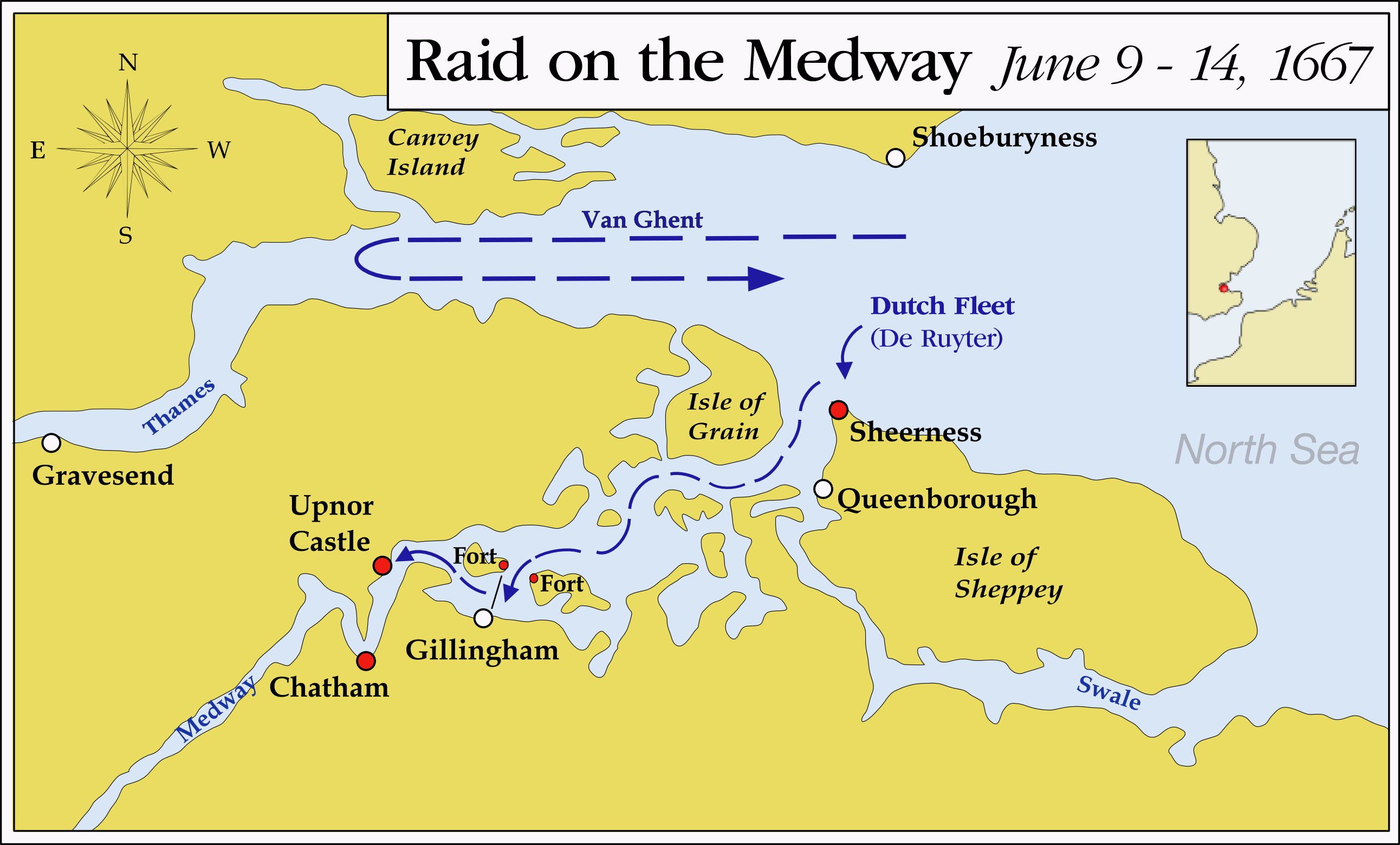
Напад на Медвей. 9–14 червня 1667 р

Тим часом у Текселі був зібраний голландський флот під командуванням Віллема ван Гента. Одним із мотивів було бажання знищити шотландський каперський флот у Ферт-оф-Форт. У серії постійних зіткнень з шотландськими каперами в морі голландці зазнали врат — було пошкоджено три кораблі.
Оскільки Англія також перебувала у стані війни з Францією, Карл у березні послав посланців до Парижа для неофіційних попередніх переговорів щодо умов миру.  Зважаючи на погіршення франко-голландських відносин, ці переговори закінчилися таємним союзом з Францією.  У квітні Карл уклав свій перший таємний договір з Людовиком, передбачаючи, що Англія не буде вступати в союзи, які могли б протистояти французькому завоюванню Іспанських Нідерландів.  У травні французи розпочали Війну за деволюцію.  Карл сподівався, затягнувши переговори в Бреді, виграти достатньо часу, щоб підготувати свій флот до отримання поступок від голландців, використовуючи наступ Франції як важіль. 
Де Вітт знав про загальні наміри Карла, але не знав про таємний договір. Він вирішив спробувати завершити війну одним ударом. Ще після Чотириденної битви контингент голландської морської піхоти був готовий висадитися в Кенті або Ессексі після можливої перемоги голландців на морі. Однак тоді голландський флот не зміг здійснити безпечний прохід у Темзу, оскільки навігаційні буї були зняті, а сильна англійська ескадра була готова дати відсіч.  Але тепер не було жодного англійського флоту, здатного протистояти подібній атаці. Де Вітт розробив план висадки морської піхоти під наглядом свого брата Корнеліса в Чатемі, де англійський флот стояв фактично беззахисним, і була можливість знищити його. 

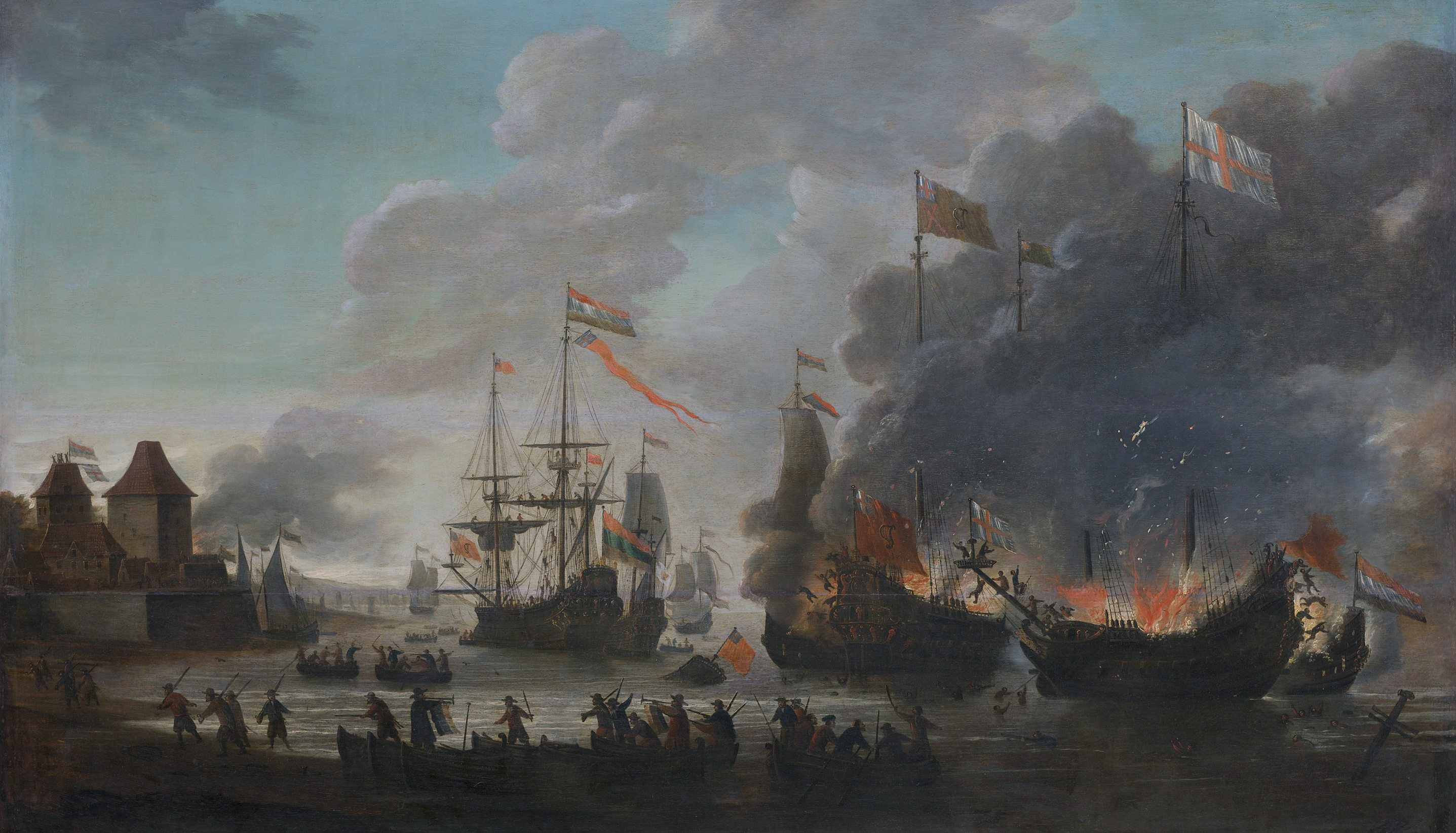
Голландці спалюють англійські кораблі під час експедиції в Чатем. Картина Яна ван Лейдена

У червні де Рюйтер під керівництвом Корнеліса де Вітта здійснив рейд на Медвей у гирлі річки Темзи. Після захоплення форту в Ширнессі голландський флот продовжив прорив масивного ланцюга, що захищав вхід до Медвею, і 13 числа атакував англійський флот.
Зухвалий рейд залишається одним із найбільших невдач в історії Королівського флоту.  П'ятнадцять кораблів Королівського флоту були знищені голландцями або затоплені англійцями, щоб перекрити річку. Три з восьми «великих кораблів», що залишилися, були спалені: Royal Oak, New Loyal London і Royal James. Флагман Королівського флоту і його найбільший корабель HMS Royal Charles був покинутий основним екіпажем, захоплений без жодного пострілу та відбуксирований до Нідерландів як трофей. Його контрприкраса із зображенням королівської зброї виставлена в Державному музеї. На щастя для англійців, голландська морська піхота пощадила верф Чатем, на той час найбільший промисловий комплекс Англії; наземний напад на самі доки відкинув би англійську морську могутність на ціле покоління.  Атаку голландців на англійську якірну стоянку в Гарвічі довелося припинити після того, як битва за форт Ландгард закінчилася невдачею голландців. 
Успіх голландців справив серйозний психологічний вплив на всю Англію, до того ж Лондон був особливо вразливим лише через рік після Великої лондонської пожежі. Проте вдруге голландці не змогли висадити значні сухопутні сили в Британії або навіть завдати суттєвої шкоди верфі Чатема.  Рейд разом із фінансовою кризою в Англії прискорив переговори.   Усе це разом із витратами на війну, Великою чумою та надмірними витратами при дворі Карла створило бунтарську атмосферу в Лондоні. Кларендон наказав англійським посланцям у Бреді швидко підписати мир, оскільки Карл побоювався відкритого повстання.

### Війна на Карибах

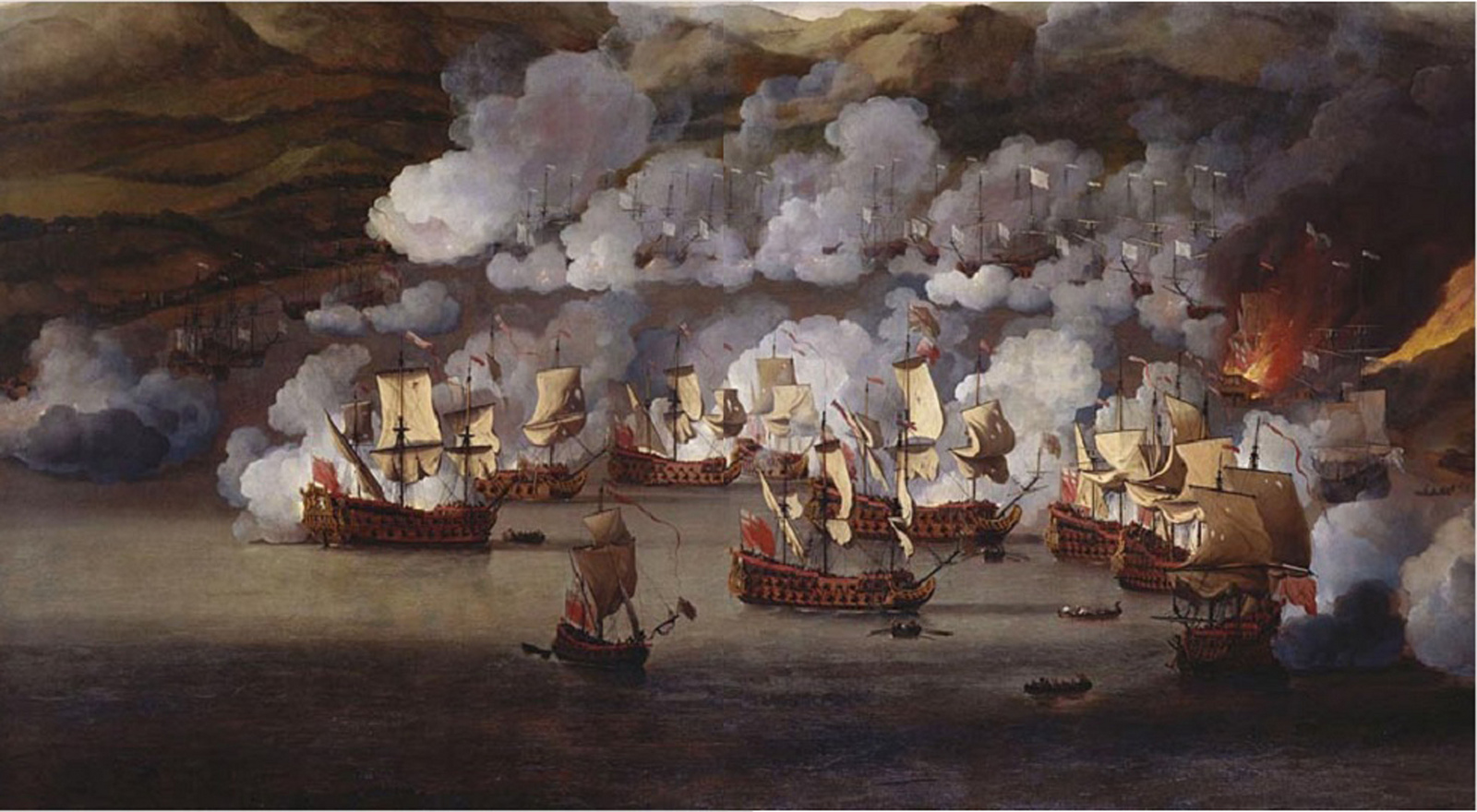
Французькі кораблі під час нападу на Мартиніку, 1667 рік

Друга англо-голландська війна поширилася на Карибські острови, і наприкінці 1665 року англійські війська, що складалися переважно з піратів під командуванням підполковника Едварда Моргана, заступника губернатора Ямайки, за підтримки свого племінника Томаса Моргана, швидко захопили. голландські острови Сінт-Естатіус і Саба. Після смерті дядька в грудні 1665 року Томас Морган був призначений губернатором цих двох островів.  Також наприкінці 1665 року англійські війська з Ямайки та Барбадосу захопили голландське володіння Тобаго.  Оголошення Францією війни на боці голландців змінило баланс сил у Карибському басейні та сприяло голландській контратаці. Першими успіхами нових союзників було повернення Франції Тобаго в серпні 1666 року, спільне франко-голландське повернення Сінт-Естатіуса в листопаді 1666 року та захоплення Францією англійського острова Антигуа в тому ж місяці.  Прибуття французької ескадри під командуванням Жозефа-Антуана де Ла Барра в січні 1667 року дозволило французам зайняти англійську половину Сент-Кітса і Монтсеррат, залишивши в руках англійців лише Невіс з Підвітряних островів разом з Ямайкою і Барбадосом на заході.  
Голландські війська під командуванням адмірала Авраама Крійнссена (організовані провінцією Зеландія, а не Генеральними Штатами) прибули до Кайєнни в лютому 1667 року і того ж місяця захопили Суринам в англійців.   Крійнссен затримався в Суринамі до квітня, а потім відплив до Тобаго, яке було звільнено французами після вигнання англійського гарнізону, де він відбудував форт і залишив невеликий гарнізон.  Незважаючи на те, що Крійнссен отримав вказівку не зволікати, лише на початку травня він і де Ла Барр об'єднали сили, погодившись на франко-голландське вторгнення на Невіс, яке відбулося 17 травня 1667 року. Однак їхню атаку було відбито в битві за Невісі 17 травня меншими англійськими силами. Ця битва була єдиною у цій війні, де воювали всі три флоти: вона зазнала невдачі в основному через некомпетентність де ла Барра.  Після цієї невдалої атаки Крійнссен відплив на північ, щоб атакувати британську колонію Вірджинію, а французи під командуванням де ла Барра рушили на Мартиніку. Битва за Невіс відновила перевагу англійського флоту в Карибському морі та дозволила відвоювати Антигуа та Монтсеррат, хоча англійці невдало атакували Сент-Кітс незабаром після цього. 
У квітні нова англійська ескадра з дев'яти військових кораблів і двох пожежних кораблів під командуванням контр-адмірала сера Джона Гармана відпливла до Вест-Індії, досягши її на початку червня. Гарман зіткнувся з французами з сімома велики та 14 меншими військовими кораблями та трьома пожежними кораблями під командуванням Ла Барра, які стояли на якорі під батареями форту Сен-П'єр (Мартиніка). Він атакував 6 липня і потопив, спалив або захопив майже усі французькі кораблі, крім двох.  Нейтралізувавши французький флот, 15 вересня Гарман напав на французів у Каєнні, змусивши його гарнізон здатися. Потім англійський флот у жовтні повернув форт Зеландія у Суринамі. Новини про ці англійські перемоги дійшли до Англії лише у вересні, після підписання Бредського договору, і володіння, захоплені після 31 липня, повинні були повернуті.  Крійнссен відплив назад до Карибського моря лише для того, щоб побачити, що французький флот знищений, а англійський повернувся у володіння Суринамом. 

## Бредський договір

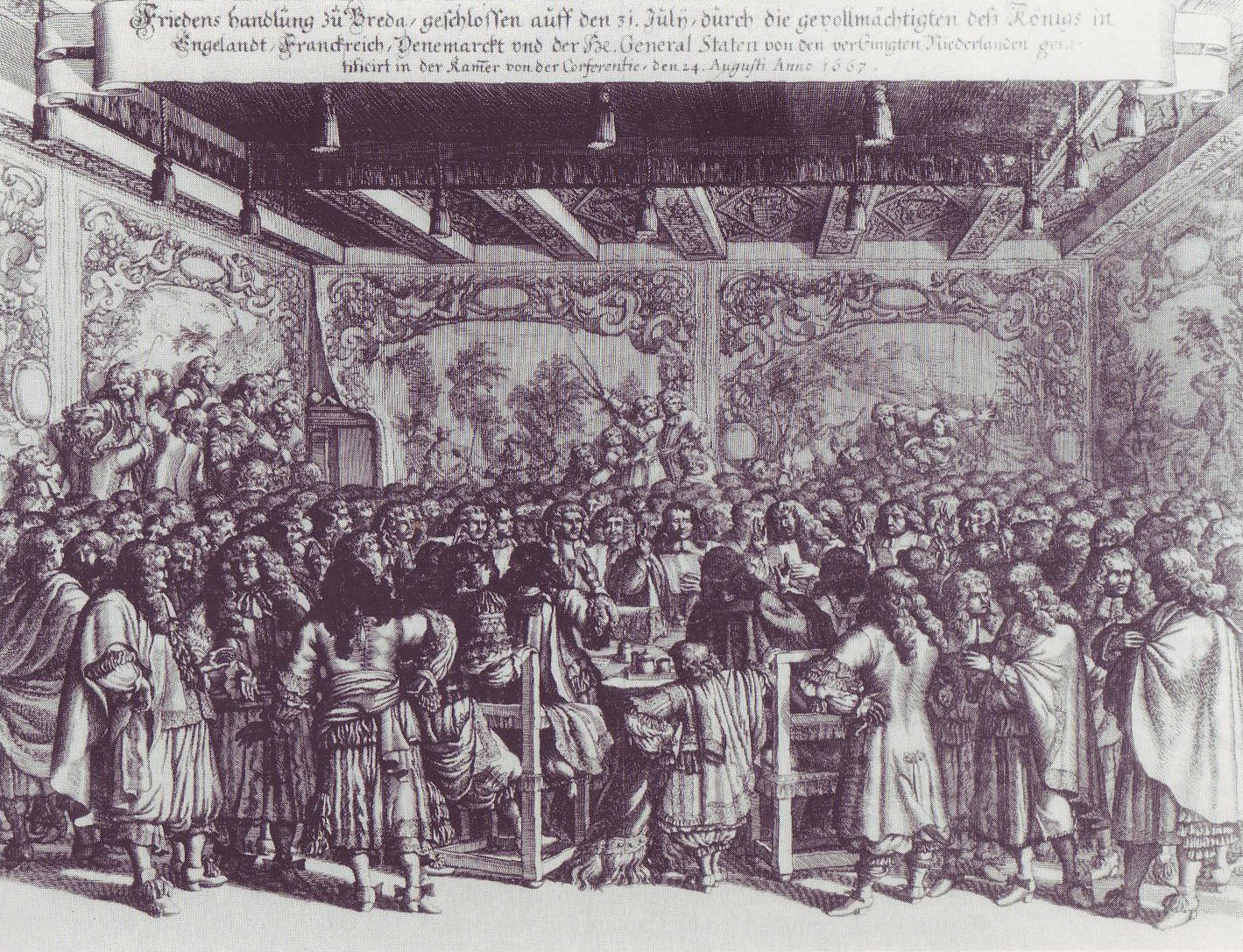
Укладення Бредського договору в замку Бреда

31 липня 1667 року між Англією та Нідерландами було укладено договір, відомий як Бредський договір. Договір дозволив англійцям зберегти Нові Нідерланди, а голландці зберегли контроль над островом Рун, фортом Амстердам і цінними цукровими плантаціями Суринаму, а також повернули Тобаго, Сінт-Естатіус і свої західноафриканські торгові пункти.  Пізніше це рішення uti possidetis було підтверджено у Вестмінстерському договорі.  Навігаційний акт був змінений на користь голландців завдяки тому, що Англія погодилася розглядати Німеччину як частину комерційної території Нідерландів, так що тепер голландським кораблям було дозволено перевозити німецькі товари до англійських портів. Англійці також були змушені прийняти голландський принцип «Безкоштовне судно, безкоштовні товари». 
Також у Бреді між Англією та Францією було укладено публічний договір, який передбачав повернення Англії частини острова Сент-Кіттса та островів Антигуа та Монтсеррат, які були окуповані французами під час війни. Проте Англія повинна була поступитися Франції своїми претензіями на Акадію, хоча масштаби Акадії не були визначені. Цьому публічному договору передував таємний договір, підписаний 17 квітня, в якому, на додаток до цих обмінів територіями, Людовик і Карл погодилися не вступати в союзи, що суперечать інтересам іншого, за допомогою якого Людовик забезпечив нейтралітет Англії. у війні, яку він планував проти Іспанії. 
Порядок пріоритетів, згідно з яким голландці воліли відмовитися від колонії в Північній Америці (Нові Нідерланди), і натомість зберегти тропічну колонію, здавався б дивним за сучасними мірками. Однак у 17 столітті тропічні колонії, які виробляли сільськогосподарську продукцію, яку не можна було вирощувати в Європі, вважалися ціннішими, ніж колонії з кліматом, подібним до європейського, де європейці могли комфортно оселитися.
Мир загалом розглядався як особиста перемога Йогана де Вітта та невдача для оранжистів, які, здавалося, не бажали підтримувати війну та прагнули погодитися на невигідний ранній мир.  Республіка раділа голландській перемозі. Де Вітт скористався цією нагодою, щоб спонукати чотири провінції прийняти Вічний едикт 1667 року, який назавжди скасовував штатгальдерат. Він використав слабку позицію Карла II, щоб змусити його приєднатися до Троїстого союзу 1668 року, що знову змусило Людовіка тимчасово відмовитися від своїх планів завоювання південних Нідерландів. Але успіх де Вітта врешті призвів до його падіння, а разом з ним майже до падіння Республіки. Обидва принижені монархи посилили свою таємну співпрацю через таємний Дуврський договір і, разом з єпископом Мюнстера, атакували голландців у 1672 році під час Третьої англо-голландської війни. Де Вітт не зміг протистояти цій атаці, оскільки не створив сильну голландську армію через брак грошей і через побоювання, що це зміцнить позиції молодого Вільгельма III. Того ж року де Вітта було вбито.